# Keysi Sayago
 (février 2017).
Si vous disposez d'ouvrages ou d'articles de référence ou si vous connaissez des sites web de qualité traitant du thème abordé ici, merci de compléter l'article en donnant les références utiles à sa vérifiabilité et en les liant à la section « Notes et références ».
Mairin Keysi Sayago Arrechedera, plus connue sous le nom de Keysi Sayago, née le 6 octobre 1993 à Carrizal dans l'état du Miranda au Venezuela, est une mannequin, élue Miss Venezuela 2016, elle pu participer à Miss Univers 2017.

## Biographie
Keysi Sayago est née à Carrizal au Venezuela. À 4 ans, elle décide de devenir mannequin. Elle s'inscrit dans la modélisation des classes à l'âge de 12 ans. Elle a étudié la mécanique à l'Universidad Nacional Experimental Politécnica de la Fuerza Armada Bolivariana, où elle termine ses études en 2016.
Dans un contexte de reprise du mouvement social anti-Maduro en avril 2017, Keysi Sayago participe aux manifestations, soutient publiquement les victimes de la répression policière et critique ouvertement le gouvernement vénézuélien.

## Carrière

### Miss Venezuela 2016
Keysi a été parmi les trois femmes pré-sélectionnées lors de l'élection de Miss Miranda, les deux autres étaient Maria Victoria D'Ambrosio et Rosangelica Piscitelli.
Elle a participé en tant que Miss Monagas 2016, à Miss Venezuela 2016. Elle a obtenu le Miss Attitude et plus le prix du plus beau sourire au Beauty Gala Interactive, qui était le préliminaire du concours. L'élection a eu lieu le 6 octobre 2016 à Caracas où elle est devenue la deuxième Miss Venezuela venant de Monagas, gagnant le droit de représenter son pays à Miss Univers 2017.

### Miss Univers 2017
Elle représente son pays au concours de Miss Univers 2017 où elle termine dans le top 5.

## Vie personnelle
Elle aime lire, les activités en plein air, les animaux, la cuisine et étudier. De plus, elle est une ingénieure de l'Université nationale expérimentale du Grand Caracas à l'École Ramo Verde à Los Teques (Miranda) pour la garde nationale vénézuélienne. C'est une femme dévouée, spontanée et responsable. Pour elle, être Miss signifie être complète, saine, amicale et dédiée à chaque activité, une digne représentante de son pays, même si elle vient d'une famille modeste et à faible revenu.